# Pseudopanurgus pecki
Pseudopanurgus pecki är en biart som först beskrevs av Cockerell 1937.  Pseudopanurgus pecki ingår i släktet Pseudopanurgus och familjen grävbin. Inga underarter finns listade i Catalogue of Life.